# Mazeppa Bay
Mazeppa Bay (afrikaans Mazeppabaai) ist ein Küstenort am Indischen Ozean in der Lokalgemeinde Mnquma der südafrikanischen Provinz Eastern Cape.
Die Lokalität wurde nach dem Schiff Mazeppa benannt, das 1839 den überlebenden Teil der Anhänger um den Burenanführer Louis Trichardt von der Delagoa Bay nach Port Natal brachte.

## Geografie
Die Ortslage von Mazeppa Bay erstreckt sich entlang der Küste am Indischen Ozean. Unmittelbar westlich der Siedlung mündet ein Fluss mit seinem Ästuar in den Ozean. Der Küstenabschnitt mit der Ortschaft befindet sich im Bereich der Wild Coast.
Im Jahre 2011 hatte Mazeppa Bay 111 Einwohner in 30 Haushalten. Im Ortsbereich lebten zu dieser Zeit rund 58 % schwarze, 36 % weiße und 5 % demografisch anders erfasste Einwohner.

## Wirtschaft
Die Küstenortschaft ist ein vorwiegend inländisches Urlaubsziel.

## Verkehr
Auf dem Landweg ist Mazeppa Bay über eine Landstraße zu erreichen, die unweit des Ortes von der Regionalstraße R349 abzweigt. Nördlich von East London mündet die R349 in die Nationalstraße N2. Im Luftverkehr kann Mazeppa Bay auf der Mazeppa Bay Airport genannten Landepiste angeflogen werden.

## Sehenswürdigkeiten
- Eine der Küste vorgelagerte Felseninsel im Indischen Ozean ist über eine Hängebrücke für Fußgänger mit dem Festland verbunden.
- Nördlich der Siedlung befindet sich ein Areal des afromontanen Waldtyps Manubi.[6][7]
- Dünenlandschaft entlang der Küste des Indischen Ozeans in Richtung Osten.
- Das Wrack der Jacaranda, die 1971 nahe der Mündung des Qolora River sank.